# Lagunas Arreviatadas
Las lagunas Arreviatadas son un conjunto de lagunas peruanas de agua dulce ubicadas en distrito de Tabaconas, provincia de San Ignacio, en el departamento de Cajamarca. Está conformado por 4 lagunas de origen glaciar y una serie de lagunas menores rodeados por montañas de más de 4.000 metros de altitud.
Los alrededores de las lagunas es frecuentado por especies de mamíferos como el tapir andino (Tapirus pinchaque), el pequeño venado de collar rojo (Mazama rufina) y el oso de anteojos; así como aves como Leptosittaca branickii y Hapalopsittaca pyrrhops. El sitio ayuda a regular el clima y proceso hídricos.
El 15 de mayo de 2007 fue designada sitio Ramsar.